# Битва на Куинстонских высотах
Битва на Куинстонских высотах (англ. Battle of Queenston Heights) — одно из сражении англо-американской войны в 1812—1815 годов, которое произошло 13 октября 1812 года на холме Куинстон-Хайтс, нынешней провинции Онтарио между регулярными войсками США под командованием Стивена ван Ренсселера и объединённым войском из регулярных солдат Великобритании и канадских добровольцев под командованием Айзека Брока и Роджера Хейла Шиффа, который принял на себя командование, когда Айзек Брок был убит. Произошло в результате попытки американских войск закрепиться на канадском берегу реки Ниагара и закончилось поражением американцев, которые впоследствии вынуждены были отступить из Канады. Также является первым крупнейшим сухопутным сражением в рамках Ниагарской кампании. Американцы атаковали британские позиции на Куинстонских высотах и, после нескольких часов ожесточённого сражения, не смогли одержать победу над британскими вооружёнными силами. Немалую роль в победе англичан сыграла помощь, оказанным им союзниками индейцами, а также подоспевшими на место сражения частями 41-го пехотного полка под командованием Джона Нортона с артиллерией. Потери американцев в этом сражении составили около 100 убитыми, 170 ранеными и 835 пленными, тогда как общие потери британцев и союзных индейцев, по некоторым данным, составили около 21 убитыми, 85 ранеными и 22 пленными.

## Предыстория
Вторжение американцев через Ниагарскую реку изначально планировалось как часть четырёхсторонних атак на пограничные пункты Верхней Канады. Следуя с запада на восток, бригадный генерал Уильям Халл продвигаясь через Детройт нападал на Амертсберг, генерал-майор Ван Ренсселер нападал через Ниагару, целью атаки через реку реку Святого Лаврентия был город Кингстон, основным направлением атаки со стороны озера Шамплейн был захват расположенного в Нижней Канаде Монреаля командующим армией США — генерал-майором Генри Дирборна. Этими действиями планировалось захватить британскую колонию и добиться подписания быстрого мира.
Однако четыре атаки на Верхнюю Канаду провалились, либо даже не были начаты. Халл был осаждён в Детройте, и из-за угрозы возможной резни со стороны индейских союзников Великобритании сдал город и имевшуюся армию в плен. Дирборн не выказывал никакой активности в районе Олбани.
Ван Ренсселер также не мог начать немедленную атаку на берега Ниагары из-за недостатка войск и припасов. Несмотря на звание генерал-майора милиции штата Нью-Йорк, он не имел опыта командования войсками в битвах и военного опыта, взамен являясь главным кандидатом федералистов на пост губернатора этого штата. Действующий губернатор Нью-Йорка Дэниел Томпкинс выдвинул своего возможного конкурента на должность командующего ниагарской армии, официальная передача полномочий прошла 13 июля. Ван Ренсселер заручился поддержкой своего троюродного брата Соломона ван Ренсселера, являвшегося его адъютантом. Последний был опытным военным, получившим ранение в битве при Фоллен Тимберс в 1794 году.

## Подготовка

### Манёвры британцев
Генерал-майор Исаак Брок одновременно являлся гражданским администратором Верхней Канады и командиром вооружённых сил этого региона. Он отличался агрессивными методами ведения войны, успешный захват Детройта дал ему массовую поддержку общества, репутацию «спасителя Верхней Канады» и рыцарское звание, о чём население Верхней Канады узнало только после его смерти. Но его начальник в Квебеке генерал-лейтенант сэр Джордж Превост придерживался более осторожной стратегии, что неизбежно приводило к спорам между ними.
Брок поспешил покинуть Детройт, имея следующий план действий — пересечь Ниагару, разбить Ван Ренсселера до получения им новых сил, оккупировать верхнюю часть штата Нью-Йорк. Превост ветировал этот план, приказав Броку вести себя более оборонительно. Его волновали не только столь активные действия, также он был в курсе отмены британским правительством ряда мер против американских торговых судов, лишавших нынешнюю войну ряда причин. Он не желал нанести ущерб продолжавшимся мирным переговорам, в успех которых продолжал верить. Были начаты переговоры с генералом Дирборном, а на местном уровне были организованы перемирия. Правительство США отклонило предложение Превоста, приказав Дирборну «проявить максимальную активность в ваших операциях», перед этим уведомив британского военного о возобновлении военных действия. В то же время понадобилось несколько недель на обмен сообщениями между столицей и линией боевых действий.
Пока Брок был в Детройте, генерал-майор Шифф командовал войсками на Ниагаре. Действуя согласно приказам Превоста, 20 августа он заключил перемирие c Ван Ренсселером, а дальше добровольно ограничил передвижение британских регулярных войск. 22 августа Блок вернулся на Ниагару, чтобы обнаружить перемирие, по условиям которого обе стороны могли использовать реку для перевозки, и Брок беспомощно наблюдал за прибытием в американскую армию подкреплений и припасов. Срок действия договора кончался 8 сентября, к этому времени Ван Ренсселер улучшил своё материальное обеспечение.

### Положение американских войск
Даже с учётом поражения Халла и бездействия Бирборна, позиции Ван Ренсселера выглядели уверенно. 1 сентября он имел только 691 человек, но последующие подкрепления серьёзно усилили его: d дополнении к имевшимся 6000 солдат, добровольцев и милиционеров, в подчинении у генерал-майора находился генерал-бригадир Александр Смит с 1700 солдатами. Являвшийся кадровым офицером Смит, в то же время работавший юристом, отказывался подчиняться приказам и требованиям Ван Ренсселера. По прибытии на линию фронта, jy расположил свои силы рядом с Буффало у реки Ниагара.
Ван Ренсселер планировал перекинуть основные силы из Льюистона по реке Ниагара для занятия высот около Куинстона, в то время как Смит должен был перейти реку у Форта Ниагара и напасть с тыла на Форт Джордж. Однако Смит никак не отреагировал ни на план своего командира, ни на приглашение для участия в совете офицеров в начале октября, ни на прямое указание прибыть максимально быстро. Являвшийся опытным политиком, Ван Ренсселер решил не отправлять непокорного офицера под военный трибунал и отложить сражение, а начать нападение из Льюистона. Его целью было создать укреплённый плацдарм вокруг Куинстона, на зимних квартирах в котором его армия могла подготовиться к весенней кампании. Полковник ван Ренсселер посетил британскую сторону в сопровождении полковника-лейтенанта Джона Макдонелла из армии Исаака Брока, благодаря чему имел хорошее представление о данной местности.
9 октября американские артиллеристы, добровольцы и моряки под командованием лейтенанта Джесси Эллиота, успешно атаковали находившиеся у Форта Эри в излучине Ниагары бриги «Детройт» и «Каледония». Оба корабля были захвачены, хотя первый позже сел на мель и был сожжён во избежание повторного захвата. Брок опасался, что после этого может начаться атака из Буффало, из-за чего галопом отправился в форт. Хотя он вскоре понял, что находящийся в Буффало Смит никакой угрозы не представляет, после чего вернулся в свою штаб-квартиру в Ниагаре-он-те-Лейк. Однако Ван Ренсселеру по ошибке сообщили, что Брок отправился в Детройт, что генерал-майор Уильям Гаррисон посчитал отступлением. Ван Ренсселер решил начать атаку в 3 часа ночи 11 октября, несмотря на болезнь своего родственника.
10 октября Ван Ренсселер отправил Смиту приказ выдвигаться со своей бригадой к Льюистону для подготовки к атаке при любом возможном случае. Генерал-бригадир после получения письма начал поход, но выбранный им в ненастную погоду маршрут оказался настолько плохим, что брошенные телеги можно было увидеть «застрявшими в дороге». Под эту же плохую погоду попали и войска генерал-майора, под проливным дождём дожидавшиеся очереди для посадки на корабли. В этот момент один из заведовавших лодками, лейтенант Симс, на своём корабле дезертировал из расположения войска и забрал с собой большую часть вёсел. К тому времени, когда их дефицит удалось возместить, нападение было решено отложить на 13 октября.
11 октября Смит получил сообщение о переносе атаки на 10 часов утра. Но вместо выдвижения на Льюистон, он вернулся в свой лагерь недалеко от Буффало в Блэк-Роке. 12 октября он написал генерал-майору, что его войска будут в состоянии начать передвижение 14 октября, через сутки после начала отложенного нападения.

### Действия Брока
Броку было известно о провалившейся попытке пересечь реку 11 октября, но он не знал, не было ли это попыткой отвлечь внимание от главной атаки американцев где-либо ещё. 12 октября майор бригадный майор в Форте Джордж Томас Эванс пересёк Ниагару под флагом перемирия с просьбой немедленно произвести обмен захваченных Эллиотом три дня назад в ходе атаки на британские бриги пленных. Также он хотел увидеть полковника Соломона Ван Ренсселера, но ему сообщили о болезни его потенциального собеседника. Вместо этого британский офицер встретился с человеком, называвшим себя секретарём Стивена Ван Ренсселера Туком. Вероятно под этой личиной скрывался личный военный секретарь Ван Ренсселера майор Джон Ловетт, неоднократно заявлявший о невозможности обмена «послезавтра».
Эванс был удивлён неоднократным повторением этой фразы, а также заметил спрятанные в кустах у берега несколько лодок. На основании этого он решил, что американцы перейдут реку 13 октября. На офицерском совете его теория была принята с насмешками и недоверием, после окончания мероприятия Брок с глазу на глаз переговорил с Эвансом, поверив в возможность описанного тем будущего исхода событий. В этот вечер он разослал несколько приказов подразделениям милиции для сбора.
На 13 октября Брок находился в своей штаб-квартире в Ниагаре, генерал-майор Шифф с основными силами был в Форте Джордж. Британские подразделения также пребывали в Кингстоне, форте Эри и Чиппеве.

## Сражение

### Британская диспозиция
Деревня Куинстон состояла из каменных бараков и двадцати домов, окружённых садами. Несколько фермерских домов были разбросаны по соседним полям и пастбищам. Деревня лежала в устье ущелья реки Ниагара. Сразу к югу от деревни земля подымалась на 100 м до Куинстоновских высот. Склон от высот до берега реки был очень крутым, но поросшим деревьями и кустарниками, позволявшими его легко преодолеть. Льюистон находился на американской стороне реки, земля приподнималась к южной стороне до Льюистоновских высот. Река была весьма быстротечной и имела ширину в 200 ярдов, однако не представляла проблем для неопытных пловцов. В мирное время между Куинстоном и Льюистоном функционировало водное сообщение.
Британское присутствие в Куинстоне обеспечивали гренадерская рота 49-го пехотного полка (которым Брок ранее командовал) под руководством капитана Джэймса Денниса, фланговая рота 2-го полка йоркской милиции («Йоркские Добровольцы») под командованием капитана Джорджа Чисхолма и отряд 41-го пехотного полка с 3-фунтовой пушкой системы Грассхоппера. Лёгкая рота 49-го полка вместе с капитаном Джоном Уильямсом находилась на вершинах. 18-фунтовая пушка и мортира размещались в редуте на полпути к высотам, 24-фунтовая пушка и карронада — в барбете у мыса Врумана в миле к северу от деревни, охраняемые ротой 5-го полка линкольнской милиции капитана Сэмюэля Хатта. Ещё две роты йоркской милиции капитана Кэмерона и Хьюарда находились у мыса Браун в трёх милях севернее. Оставшиеся подразделения линкольнской милиции не были чем-то заняты, но могли очень быстро быть приведены в боевую готовность.

### Первая высадка американцев
"Крупная картечь и мушкетные пули, вылившиеся на них с близкого расстояния по мере приближения к берегу, создали невероятный хаос. Один разряд из полевого орудия под руководством самого капитана Денниса (капитана гренадеров 49-го полка) убил пятнадцать человек в одной лодке."
В предстоящем сражении участвовали 6-й, 13-й и 23-й пехотный полк, артиллерийская обслуга тоже числилась в пехоте, а также 16-й, 17-й, 18-й, 19-й и 20-й полки нью-йоркской милиции вместе с добровольческим батальоном стрелков. Общая численность американцев составляла 900 солдат регулярных войск и 2650 милиционеров. Из-за существенного увеличения численности армии США, большая часть профессиональных солдат в Льюистоне были рекрутами-новобранцами, и Ван Ренсселер рассчитывал на более высокий уровень дисциплины и профессионализма милиции. Флот состоял из 14 кораблей, 12 из которых могли перевозить по 30 человек, а два крупных — по 80 солдат вместе с полевой артиллерией и телегами, размещёнными на специальных платформах. На последней минуте в руководстве американцев произошла ссора по поводу старшинства и приоритета командования, из-за чего их войска получили отдельных командиров: милиция — полковника Ван Ренсселера, регуляры — полковника Джона Кристи из 13-го пехотного полка
Американцы начали пересекать реку в 4 часа утра 13 октября. Три корабля вместе с Кристи, были вынуждены двигаться вниз по течению из-за неспособности сопротивляться движению реки. Один корабль смог организовать высадку немного ниже установленного места, в то время как Кристи с оставшимися двумя суднами вернулся на американский берег реки. Десять минут спустя они снова начали пересекать Ниагару, оставшиеся десять кораблей под руководством Ван Ренсселера начали высадку в Квинстоне. Заметивший их часовой вместо предупредительного выстрела побежал в штаб-квартиру Денниса. Подождав несколько минут в наблюдении за высадкой противника, войска британского капитана открыли стрельбу залпом по находившимся посередине Ниагары американцам, ведя низкую стрельбу для нанесения тяжёлых ран. Высадившийся на канадский берег полковник Ван Ренсселер получил ранение мушкетным выстрелом в бедро, в ходе дальнейшей попытки организовать солдат он также получил ранения в пятку, бедро и голень. Хотя офицер и выжил, большую часть сражения он провёл вне поля боя, будучи ослабленным от потери крови. Командование принял капитан Джон Вул из 13-го пехотного полка.
В это время британская артиллерия открыла огонь по пристани в Льюистоне. По Куинстонским высотам из Льюистонских из земляного укрепления форт Грей стреляли две 18-фунтовые пушки, с пристани по деревне Квинстон вели огонь две 6-фунтовых пушки и две 5,5-мм мортиры. Войска Денниса были вынуждены возвратиться в деревню, однако под прикрытием домов продолжали стрельбу.
С появлением большего количества света, британская артиллерия наносила более точные удары. Когда вторая волна из шести американских лодок начала пересекать реку, экипаж трёх из них (включая два самых крупных судна, одно из которых везло лейтенанта полковника Кристи) запаниковал из-за попадания под обстрел. Офицер безуспешно пытался воспрепятствовать рулевому, повернувшему судно назад. Позже командовавший шедшим следом кораблём капитан Лоуренс обвинит Кристи в том, что именно он и приказал ему отступить. Один из четырёх оставшихся кораблей был потоплен огнём 3-фунтовой пушки системы Грассхоппера, оставшаяся флотилия, перевозившая лейтенанта полковника и бывшего коменданта форта Ниагара Джона Фенвика и 80 человек, продрейфовала вниз по течению. Высадка состоялась в бухте Гамильтон в 800 ярдах ниже по течению, где линкольнские и йоркские милиционеры быстро окружили десант. По американцам начали стрелять, сам Фенвик был ранен в лицо из пистолета и в ногу из мушкета, его плащ содержал дырки от девяти пуль. Мушкетный огонь повредил корпус американских кораблей, большая часть экипажа была убита или ранена за минуту, по этой причине выжившие из группы Фенвика быстро сдались в плен. Только трое человек смогли сбежать на лодке, которая потонула уже на американской стороне реки. Экипаж последнего судна сам сдался в плен, так как оно было в зоне досягаемости орудий с мыса Врумана.

### Смерть Айзека Брока
В Форте Джордж Брок пробудился от звука артиллерийских залпов в Куинстоне. Считая произошедшее попыткой американцев отвлечь внимание от основной атаки, он приказал лишь нескольким отрядам отправится в деревню, куда однако поскакал и сам вместе с несколькими помощниками. Офицер вступил в деревню на рассвете, где был тепло встречен бойцами 49-го полка, после чего направился к редуту ради лучшей точки обзора.
Британские 18-фунтовая пушка и мортира нанесли серьёзный урон вражеской флотилии. С момента высадки прошло полтора часа, но американские силы были скованы вдоль реки. По совету хорошо знавшего район лейтенанта артиллерии Гансевоорта, раненый Ван Ренсселер поручил капитанам Вулу и Огилви взять под командование расположенный выше по течению реки отряд «и поднявшись на вершину скалы, штурмовать батарею». Редут имел малочисленную стражу, лёгкая рота по приказу Брока спустилась с высот для помощи гренадерам в бою у Куинстона. Солдаты Вула напали сразу после появления Брока, вынудив его маленький отряд и артиллеристов бежать в деревню, после чего заклепали британские орудия. Брок отправил сообщение Шиффу в Форт Джордж, приказав ему отправить как можно больше солдат в Куинстон. Британский генерал-майор решил сразу отбить редут, не дожидаясь прибытия подкреплений.
В британской атаке участвовали два отряда 49-го полка Денниса и Уильямса, а также два отряда милиционеров. Штурм был приостановлен тяжёлым огнём американцев, и, завидев отступающих в тыл не раненных солдат, Брок сердито воскликнул: «Это первый раз, когда я вижу как 49-е поворачивают свои спины! Конечно, герои Эгмонта не запятнают свою летопись!» После этого упрёка ряды сомкнулись, также к атакующим присоединились два отряда йоркских милиционеров Кэмерона и Хьюарда. Брок заметил, что милиционеры начинают отставать у подножья холма, и приказал одному из своих провинциальных адъютантов, подполковнику Джону Макдонеллу: «Ускорьте йоркских добровольцев». В это время он возглавлял правый фланг, по-видимому намереваясь соединиться с подразделением Уилльямса, успешно действовавшим на этой части поля битвы.
Мушкетная пуля ранила Брока в запястье руки. Высокий рост и энергичная жестикуляция, вместе с офицерской одеждой и ярким поясом, подаренным Текумсе восемью неделями ранее после взятия Детройта, делали из британского генерал-майора идеальную мишень. Он был застрелен неизвестным американцем, вышедшим из зарослей и выстрелившим с расстояния менее 50 ярдов. Пуля попала в грудь Брока, убив почти мгновенно. Его тело было унесено с поля боя и спрятано в доме на перекрёстке Куинстон Стрит и Партитишон Стрит, по диагонали напротив от места жительства Лауры Секорд.
Не имевший большого военного опыта и занимавшийся юриспруденцией Макдонелл вместе с Уильямсом смог отбить редут. С учётом сил Уилльямса из 49-го на правом фланге и Макдонелла на левом, напрямую к редуту продвигались 70 — 80 человек (более половины которых были милиционерами). Вул тоже получил подкрепление, общий размер сил американцев составил 400 человек.
Несмотря на разницу в числе и географическом удобстве, маленький британский отряд смог достичь расположенного на краю ущелья редута и оказаться на грани успеха ещё до того, как противник смог перегруппироваться и нанести ответный удар. Ход сражения изменился после попадания в голову лошади Макдонелла мушкетной пули, заставившей её отскочить и повернуться, следующий выстрел попал ему в поясницу и скинул с лошади. Офицера унесли с поля боя, на следующий день он скончался от полученных ран. Капитан Уильямс был ранен в голову, Деннис получил тяжёлое ранение в бедро, хотя и продолжал командовать войсками всё оставшееся сражение.. Унося с поля боя тела Брока и Макдонелла, британцы отступили через Куинстон к ферме Дархем к миле севернее от мыса Врумана.
Согласно легенде, последними словами Брока было «Поднажмите, смелые йоркские добровольцы». Но это весьма маловероятно, ибо офицер в момент своей гибели не был рядом с ними. Боле того, место полученного ранения (оставшееся на мундире, находящемся на экспозиции в канадском военном музее) подтверждает почти мгновенную гибель Брока, которому не оставалось времени для разговоров. Согласно историку Дж. Маккей Хитсман, команда Брока ускорить только что прибывших из Квинстона йоркских волонтёров трансформировалась в позднейшую легенду.

### Манёвры (10 часов утра — 2 часа ночи)
К 10 часам утра американцам противостояла только 24-фунтовая пушка на мысе Врумана, стрелявшей по лодкам с очень большого расстояния. Американцам удалось перевести через Ниагару несколько сотен дополнительных солдат и 6-футовую полевую пушку. Они сняли 18-фунтовую пушку с редута и начали стрелять по Куинстону, но орудие имело ограниченную возможность стрелять через реку. Некоторые американские солдаты вошли в деревню и разграбили несколько домов, попутно освободив Фенвика и выживших из его отряда. Однако они не попытались выбить Денниса с позиций у мыса Врумана.
Полковник Кристи на короткое время взял на себя командование войсками на канадской территории, но вскоре вернулся в Льюистон за подкреплением и шанцевыми инструментами. Около полудня генерал Ван Ренсселер и Кристи перешли реку, приказав укрепить позиции на Куинстоновских высотах, за чем следил лейтенант инженерных войск Джозеф Гилберт Тоттен. Ван Ренсселер назначил лейтенанта Винфилда Скотта из 2-го артиллерийского полка командующим регулярными войсками на Куинстоновских высотах. Бригадный генерал Уильям Уодсворт, номинально являвшийся добровольцем и отказавшийся от права на общее командование, взял на себя милицию. На тот момент было совсем немного полностью сформированных подразделений, остальные являли собой коллекцию неорганизованных отрядов, иногда даже без собственных офицеров, некоторые офицеры перешли водную границу без подчинённых. Всего реку пересекли немногим более тысячи солдат генерала Ван Ренсселера.
Тем временем начали появляться британские подкрепления из Форта Джордж. В деревню Куинстон вошли отряд 41-го полка с капитаном Дерензи и королевского полка артиллерии («подвижная бригада» с отрядом лошадей и кучеров из канадских фермеров и милиционеров) подчинённая капитану Уильяму Холкрофту с двумя 6-фунтовыми пушками. Капитан милиции Александр Гамильтон привёл их огневую позицию во дворе собственного дома. В час ночи они открыли огонь, затруднив передвижение американских лодок по Ниагаре. Потонули два судна и скау, шрапнель несколько раз принуждала замолчать батареи в Льюистоне
В это время 300 воинов могавков под командованием капитана Джона Нортона и Джона Бранта поднялись на вершину высоты и неожиданно напали на заставы Скотта. Никто не был убит, индейцы были отброшены в лес, но моральный дух американцев упал из-за страха перед коренными американцами. Боевой клич могли услышать в Льюистоне, и готовившаяся к переходу реки милиция отказалась от этого шага

### Атака Шиффа
Шифф прибыл в Куинстон в 2 часа ночи и взял на себя командование британскими войсками. Приказав новым подкреплениям присоединится к нему, он повёл их к высотам через 3-х километровый объезд ради защиты от американской артиллерии. Здесь к нему присоединилась колонна из Чиппавы под руководством капитана Ричарда Баллока из 41-полка. К этому моменту у Шиффа было 800 человек: помимо остатков, участвовавших в утреннем бою с Броком, также имелись пять отрядов 41-го полка и семь отрядов милиционеров (включая Компанию цветных людей капитана Ранчи), относившиеся к милиции две 3-фунтовые пушки (провинциальная артиллерия Суэйзи) под командованием лейтенанта Кроутера из 41-полка.
В этот момент генерал Ван Ренсселер решил перебраться в Льюистон для получения подкреплений и амуниции. Беженцы и отставшие солдаты забрались в его лодку, чуть не затопив её. Прибыв в город, офицер обнаружил превращение войска в беспорядочную толпу, более он уже не мог уговорить милиционеров перейти реку. Затем он попытался заставить лодочников из гражданских пересечь Ниагару и вывезти с канадской стороны регулярные войска, однако они отказались выполнять его требование. На следующий день Ренсселер сообщил, что «…к моему глубокому изумлению, я обнаружил, что в тот самый момент, когда в наших руках была полная победа, пыл не участвовавших войск полностью убыл. Я метался во всех направлениях — убеждал людей при каждом обсуждении переправиться — но тщетно.» Он отправил сообщение бригадному генералу Уодсворту, где оставил на его волю решение следующей дилеммы: сражаться или пересечь Ниагару, обещая ему предоставить лодки в случае отступления.
Скотт и Уодсворт получили послание в тот момент, когда Шиффл начал наступление. По словам Скотта, на высотах к бою были готовы 125 регулярных пехотинцев, 14 артиллеристов и 296 милиционеров. Американцы решили отказаться от дальнейших фортификационных работ и уйти. Скотт решил отступить к вершине горы, где попытался создать баррикаду из ограждений и кустарников с целью прикрыть отступление регулярных войск. Там он поставил 6-фунтовую пушку и разместил нескольких стрелков справа у хижин, в которых разместился лёгкий отряд 49-го полка.
Шифф не торопился в бой, расставляя своих людей по порядку и готовя их к нападению в 4 часа дня, через 12 часов после начала штурма Ван Ренсселера. В первой атаке участвовали лёгкий отряд 41-го полка, 35 милиционеров и несколько индейцев, которым на правом фланге противостояли стрелки Скотта. Выстрелив залпом, нападавшие пошли в штыковую атаку, вынудив стрелков отступить в замешательстве. После этого британский генерал-майор объявил общее наступление, которое началось после общего залпа и сопровождалась боевым индейским кличем. Услышав могавков, американские милиционеры посчитали себя обречёнными на верную смерть, после чего массово отступили без какого-либо приказа. Прокляв людей, которые не пересекут реку, Вудсворт сдался с 300 людьми на самом краю пропасти. Скотт, Тоттен и несколько других человек попытались спуститься по крутому берегу на краю реки. Так и не получив обещанных лодок для эвакуации, Скотт сдался в плен британцам из-за опасения столкнуться с разъярёнными ирокезами, потерявшими в бою двух вождей. Первые два попытавшихся сдаться в плен американских офицера были всё-таки убиты индейцами, которые ещё несколько минут стреляли с высоты по американцам несмотря на махавшего белым флагом (на самом деле это был галстук Тоттена) Скотта. После капитуляции Скотт был в шоке, увидев готовившихся к сдаче в плен 500 милиционеров, прятавшихся в горах.

### Потери
Официальные британские данные давали оценку потерь в виде 14 убитых, 77 раненых и 21 пропавшего без вести, потери среди индейцев не учитывались. Историк Роберт Малькомсон обнаружил ошибку в этих расчётах, по его данным потери британцев и канадцев составили 16 убитыми, 83 ранеными и 21 пленёнными, индейцы потеряли 5 убитыми, 2 ранеными и 1 взятым в плен. Тем самым общие потери составили 21 убитыми, 85 ранеными и 22 пленными. Среди раненных канадцев оказался Джеймс Секорд, муж Лоры Секорд.
Число убитых американцев по разным оценкам составляло 60, 90 и 100 человек. 82 тяжело раненных американца были эвакуированы по Ниагаре ещё до сдачи в плен, двое из них вскоре погибли. Впоследствии британцы взяли в плен 955 американцев, из которых 120 солдат и офицеров были тяжело ранены. Местный госпиталь не мог принять такое число, из-за чего некоторые раненные были размещены в здании суда и в ближайших церквях. Речь идёт именно о тяжело раненных и нуждавшихся в госпитализации, записей об имевших лёгкие ранения американцах не осталось. В дальнейшем 30 тяжелораненых погибли, в выпущенном 15 октября отчёте о пленных упоминались 19 офицеров и 417 военнослужащих регулярных войск США, а также 54 офицера и 435 солдат нью-йоркской милиции. 80 выживших раненых в американской больнице и 90 в плену давали основание Ван Ренсселеру в письме к Дирборну от 20 октября общее число раненных в сражении американцев в размере 170 человек. Таким образом потери американцев равнялись 60-100 убитыми, 80 ранеными, 90 ранеными пленными и 835 взятыми в плен. 6 офицеров (4 регулярных и 2 милиции) были среди убитых; 11 офицеров (6 и 5) — среди сумевших избежать плена раненых, 8 офицеров (4 и 4) были ранены и взяты в плен. Пленными также оказались бригадный генерал Уильям Уодсворт из нью-йоркской милиции, лейтенант-полковник Скотт и ещё его четыре коллеги по званию. Также были захвачены 6-фунтовая пушка и знамя полка нью-йоркской милиции.

## Последствия
Шифф немедленно предложил временное перемирие, также предложив Ван Ренсселеру прислать британских хирургов для помощи в лечении раненых. Приняв это предложение, после битвы американский командир сразу подал в отставку, на этом посту его заменил самый старший офицер на Ниагаре — Александр Смит. В Буффало он имел под своим руководством регуляров, но не собирался начинать атаку до увеличения своего войска до 3 тыс. человек. Им был проведён успешный рейд для организации полномасштабного вторжения в битве у Френчмен Крик, но затем он дважды провалил попытку пересечь реку у Форта Эри, чем вызвал ненависть собственных солдат. Критикуемый за отказ в оказании помощи и на фоне слухов о возможно мятеже, Смит вернулся в родной штат Вирджиния, не оставшись на своём посту.
В Олбани новость о поражении американцев только усилило нежелание Генри Дирборна вступать в активные боевые действия. Он не собирался возглавить третью армию, в то время как уже две армии США были разбиты. Он начал нерешительное наступление у Одельтоуна, где его милиционеры отказались продвигаться вперёд. После отбития атаки своих регулярных войск британским гарнизоном в форпосте у Лаколь Миллс, Дирборн вернулся на территорию США. Не добившись в дальнейшем существенных успехов, в следующем году он был заменён.
Вопрос об ответственных за поражение так и не был решён. Популярность Стивена Ван Ренсселера оставалась достаточно высокой для дальнейшего участия в губернаторских выборах в Нью-Йорке и долговременного пребывания в палате представителей. Военный министр США Джон Армстронг, занимавший этот пост большую часть войны, обвинил генерала в поражении у Куинстона в своей книге Notices of the War of 1812, вышедшей после окончания боевых действий. Это вызвало эмоциональную реакцию Соломона Ван Ренсселера, сравнившем Армстронга с Бенедиктом Арнольдом и возложившим всю вину на умершего своей смертью в июле 1813 года Кристи, которого обвинил в трусости и о котором заявил: «к его провалу в основном можно отнести все наши бедствия.»
Гибель генерала Брока оказалось серьёзной потерей для британцев. Своей уверенностью и активностью он вдохновил свои войска, милицию и гражданские власти Верхней Канады. Наследовавший ему Шифф, получивший за сражение баронетство, не смог добиться подобного уважения. Он был известен во многих британских подразделениях региона как суровый приверженец дисциплины. Достигнутый в Куинстоне успех не мог помочь ему избежать критики за отсутствие наступления на Форт Ниагара, американский гарнизон которого в тот день почти весь покинул укрепления из-за бомбардировки британским флотом. В следующем апреле Шифф был разбит численно превосходившей американской армией в битве при Йорке, после чего был лишён назначения в Верхней Канаде.

## Память
Звание «Куинстауновский» получили 41-й и 49-й британские полки, чьими наследниками в настоящее время являются Королевские валлийцы и Стрелки.
В канадской армии Линкольнский и уэллендский полк, 56-й полк полевой артиллерии, Йоркские королевские рейнджеры, королевский гамильтонский полк лёгкой пехоты и лорнские шотландцы отдают должное истории и наследию канадской милиции, участвовавшей в данном сражении. Эти подразделения также несут боевую честь Куинстоновских холмов.
Сражению было посвящено много песен: «The Battle of Queenston Heights» (как ответ американской «The Battle of New Orleans»), музыкант Стэн Роджерс написал песню «MacDonell on the Heights».
В канадской провинции Онтарио в честь генерал-майора Брока названы множество улиц, авеню и дорог, также существует город Броквилл.
На Куинстоновских высотах в память о битве и Броке воздвигнута 56-метровая колонна, известная как Монумент Брока.